# Antonio Bembibre
 (juillet 2020).
Si vous disposez d'ouvrages ou d'articles de référence ou si vous connaissez des sites web de qualité traitant du thème abordé ici, merci de compléter l'article en donnant les références utiles à sa vérifiabilité et en les liant à la section « Notes et références ».
 (juillet 2020).
Antonio Bembibre, connu sous le nom d’Antonio le Magicien ou simplement Antonio, est un magicien mentaliste français.

## Biographie
Il est né en 1973.
Ses parents sont des immigrés espagnols, son père ouvrier, sa mère femme de ménage.
Antonio commence le football. l’attaquant est approché par le PSG alors qu’il a 12 ans. Ses parents s'opposent à ce choix.[réf. nécessaire] il joue notamment à Issy-les-Moulineaux.
Adolescent, il échoue au CAP de comptable, est chauffeur-livreur, travaille sur les marchés.
À 20 ans, suite à une blessure sur le terrain, il commence la magie. 
Il donne des représentations dans divers endroits : la Tour Eiffel, le Musée d’Orsay, le Château de Versailles, le Country Club de Monte Carlo, les châteaux de la Loire ou différents Casinos français. Il est invité à la Coupe du Monde de football de 1998. Il débute une collaboration avec Disneyland Paris. 
Il se produit dans des salles privées, en français, en anglais ou en espagnol. Après 5 ans de carrière, il apparaît à la télévision espagnole. 
En 2004, il est invité à des événements sportifs : les Championnats du monde d’athlétisme, l’Open de tennis de Bercy, Roland Garros et le Tour de France. Il passe au Lido à Paris. Il travaille avec le Club Med, aux Bahamas, au Portugal, à l’Île Maurice ou en Thaïlande.
Il participe à Télé Matin, est repéré par Sébastien Cauet et Christophe Dechavanne, devient chroniqueur pour l’émission C à vous avec « C magique ».
En 2016, dans sa 23e année de carrière, Antonio participe à la Saison 11 de La France a un incroyable talent, qu’il remporte. 
En 2017, Antonio crée le « Stand up mentalist ». Il le joue à l’Apollo Théâtre, puis en  tournée en France. La même année, il joue dans le talk-show Actuality pendant deux mois. Il rejoint l’équipe de l’émission Diversion avec Enzo Weyne, Viktor Vincent, Caroline Marx et Gus, illusionniste. Il participe au festival Juste pour rire à Montréal. Éric Antoine l’invite dans son émission La soirée magique d’Éric Antoine.
Depuis septembre 2017, il a été invité 31 fois à l'émission Vendredi tout est permis avec Arthur.
En 2018, son spectacle est élu meilleur spectacle de magie de l’année 2018.
En 2020, il participe à la première édition de La bataille du jury. 

### Vie privée
Il est père de deux filles.